# Ірха Василь Іванович
Ірха Василь Іванович (нар. 3 квітня 1947, Шутнівці, Кам'янець-Подільського р-н, Хмельницька обл. — пом. 15 лютого 2013, Харків) ― український хоровий диригент, педагог, Заслужений працівник культури України (1983), професор (2003), Заслужений діяч мистецтв України (1999), академік Української академії наук (2004). Кавалер ордену «За заслуги» III ступеня.

## Життєпис
Ірха Василь Іванович родом із Поділля. Музичну освіту розпочав в Одеському музичному училищі. У 1970 році з відзнакою закінчив Харківський державний інститут культури (викл. Є. Мариківський, В. Палкін). Відразу розпочав трудову діяльність як викладач і диригент хору студентів Тульчинського культурно-освітнього училища у Вінницькій області. У1972–1993 роках — хормейстер Заслуженої хорової капели «Дружба» Палацу культури Харківського тракторного заводу. Водночас працював за сумісництвом — викладачем від 1988 року, із 1993 обіймав посаду завідувача кафедри хорознавства та хорового диригування Харківського державного інституту культури. 
Майже 22 роки Василь Іванович Ірха очолював Народну аматорську чоловічу хорову капелу ім. О. С. Масельського Валківського народного дому «Іскра». У травні 2010 року в залі Валківського районного народного дому «Іскра» відбувся творчий звіт самодіяльної народної чоловічої хорової капели ветеранів Великої Вітчизняної війни та праці ім. О. Масельського «Піснями житимемо у віках» з нагоди 35-річчя творчої діяльності. Репертуар складав понад 350 творів вітчизняної класики, обробок українських народних пісень, духових творів. Проведено 1600 концертів, здійснено записи на радіо (біля 50 творів) і телебаченні. 
Від 1997 року — художній керівник і диригент студентського хору інституту. Із студентським хором Ірха виступав на багатьох престижних сценах, у тому числі й столичного Палацу культури «Україна». У 2006 році в Колонному залі Національної філармонії України імені М. В. Лисенка відбулася прем'єра концерту академічного хору Харківської державної академії культури. Прозвучали твори сучасної української музики неофольклорного напрямку, маловідома в Україні зарубіжна музика 80–90 років минулого століття. Керівник хорового класу Василь Ірха вперше в Україні репрезентував сучасних авторів-полістилістів: І. Грушковські (Словаччина), Д. Джесенні-Раппо (Швейцарія), К. Нустеда (Норвегія), Т. Дженефельта (Швеція), С. Барбера (США), А. Естевеса (Іспанія). У неофольклорній частині програми прозвучали твори сучасних українських композиторів Є. Станковича, О. Яківчука, О. Скрипника, Ю. Алжнєва, О. Литвинова. 
З виконавською майстерністю хорового диригента В. І. Ірхи харків'яни неодноразово мали можливість познайомитися на таких мистецьких акціях, як «Слобожанські передзвони», «Харків — мистецький». Він здійснив важливі концертні програми з відродження класичної національної спадщини, в тому числі з симфонічним оркестром Харківської обласної філармонії. Педагогічний талант Василя Івановича відзначено в обласному конкурсі в номінації «Вища школа Харківщини — кращі імена». У міському конкурсі до 350-річчя Харкова Ірха ввійшов до сузір'я кращих працівників культури в книзі «Вами пишається Харків». Неодноразово представляв українське хорове мистецтво в Україні, Бельгії, Болгарії, Німеччині, Угорщині, Чехії, Естонії.
Науковець входив до складу науково-методичної ради Міністерства культури і туризму України, вченої ради ХДАК, керував хоровою секцією обласного семінару з аналізу та вивчення нових хорових творів.
Дружина Василя Івановича — Людмила Іванівна довгий час співала в «Дружбі», викладала теоретичні дисципліни в музичній студії Палацу культури ХТЗ. А дочка Іветта ― піаністка, культурно-громадська діячка, педагог ― чотири роки працювала концертмейстером в очолюваній батьком капелі, а нині демонструє свій талант за кордоном.

## Нагороди та відзнаки
- Заслужений діяч мистецтв України (1999).
- Премія імені Б. Гмирі (2005).
- Премія імені О. Масельського (2007).
- Орден «За заслуги» 3-го ступеня (2009)[9].
- Почесна відзнака Харківської обласної ради «Слобожанська слава» (2010)[10].
- Лауреат міжнародного фестивалю «Варненське літо» (Болгарія, 1983).
- Переможець міжнародного конкурсу хорів (Марбург, Німеччина, 1986).
- Переможець обласного конкурсу «Вища школа Харківщини — кращі імена» (2001, 2006).
- Почесний громадянин міста Валки[11].

## Основні праці
- Вопросы исполнительского анализа кантаты «Москва» П. И. Чайковского : метод. материалы и указания по курсу «Хор. исполнительство» для студентов вузов культуры и искусства / М-во культуры Украины, Харьк. гос. ин-т культуры ; [сост. Ирха В. И.]. — Харьков : ХГИК, 1994. — 33 с.
- Ірха В. І. Колядництво як вищий вияв мудрості українського народу / В. І. Ірха // Культура України. — Харків : ХДІК, 1997. — Вип. 4. — С. 172–177.
- Методика викладання фахових дисциплін : прогр. з курсу / Харків. держ. акад. культури, Каф. хорознавства та хор. диригування ; [уклад.: М. П. Вішленков, І. І. Гулеско, В. І. Ірха, В. Ф. Кутлуєв, О. Г. Стахевич, К. Г. Шаша]. — Харків : ХДАК, 1998. — 56 с.
- Гулеско І. І. Жанрово-стильові аспекти сучасного хорового виконавства / І. І. Гулеско, В. І. Ірха // Культура України. — Харків : ХДАК, 2000. — Вип. 6. — С. 128–133.
- Ірха В. І. Основи методики викладання вокалу в хоровому класі : навч. посіб. для вищ. навч. закл. культури і мистецтв / В. І. Ірха ; Харків. держ. акад. культури. — Харків : ХДАК, 2002. — 142 с.: ноти. — ISBN 966-7352-61-7
- Ірха В. І. З історії українського хорового диригування / В. І. Ірха // Вісник Харківської державної академії культури. ― 2002. ― Вип. 9. ― С. 70–74.
- Хоровий клас та диригентсько-хорова практика : прогр. курсу / Харків. держ. акад. культури, Каф. хорознав. та хор. диригування ; [уклад. В. І. Ірха]. — Харків : ХДАК, 2003. — 16 с.
- Диригентсько-хорова практика : прогр. для студ. магістратури / М-во культури і туризму України, Харків. держ. акад. культури, Каф. хорознавства та хор. диригування ; [уклад. В. І. Ірха]. — Харків : ХДАК, 2005. — 12 с.
- Хорове мистецтво Валківщини в контексті культурних традицій Слобожанщини / В. І. Ірха // Культура України : зб. наук. пр. / М-во культури і туризму України, Харків. держ. акад. культури. — Харків, 2008. — Вип. 22. — С.164–173.